# Nikolaj Rubinstein
Nikolaj Grigorjevič Rubinstein bio je ruski pijanist, skladatelj i dirigent, mlađi brat Antona Rubinsteina i bliski prijatelj Petra Iljiča Čajkovskog te utemeljitelj Moskovskog konzervatorija. Smatran je za jednog od najvećih pijanista sovga vremena, premda je živio u sjeni starijeg brata Antona. 
Rođen je u židovskoj obitelji u Moskvi. Otac mu je bio industrijalac. Prvu glasovirsku poduku dobio je od majke te je u Berlinu imao privatne satove harmonije i kontrapunkta. Zahvaljujući virtuoznim izvedbama bio je vrlo cijenjen među moskovskim plemstvom. Dirigirao je praizvedbu opere Eugenije Onjegin 1879. godine. Skladao je i u krugu Moćne gomilice, dirigirajući i izvodeći njihova djela i nakon raspada pokreta.
Dok suvremeno glazboslovlje drži njegove izvedbe »standardom izvrsnosti«, njegov se skromni skladateljski opus (uglavnom pijanistički recitali) opisuje »nevažnim« u odnosu na njegova starijeg brata Antona.